# Datenkrake

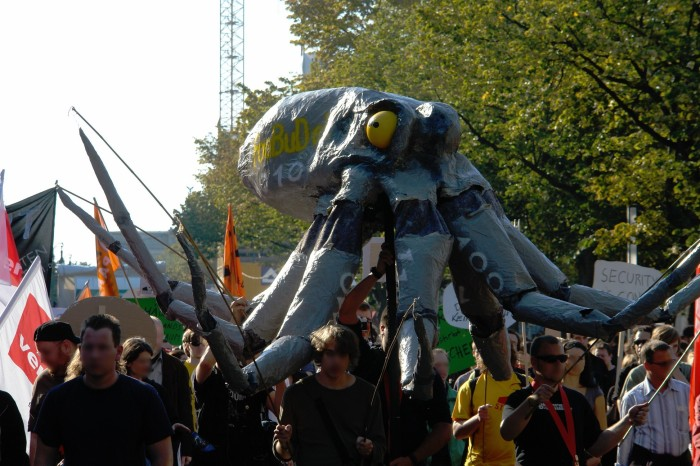
Plastische Darstellung eines Datenkraken auf der Demonstration Freiheit statt Angst

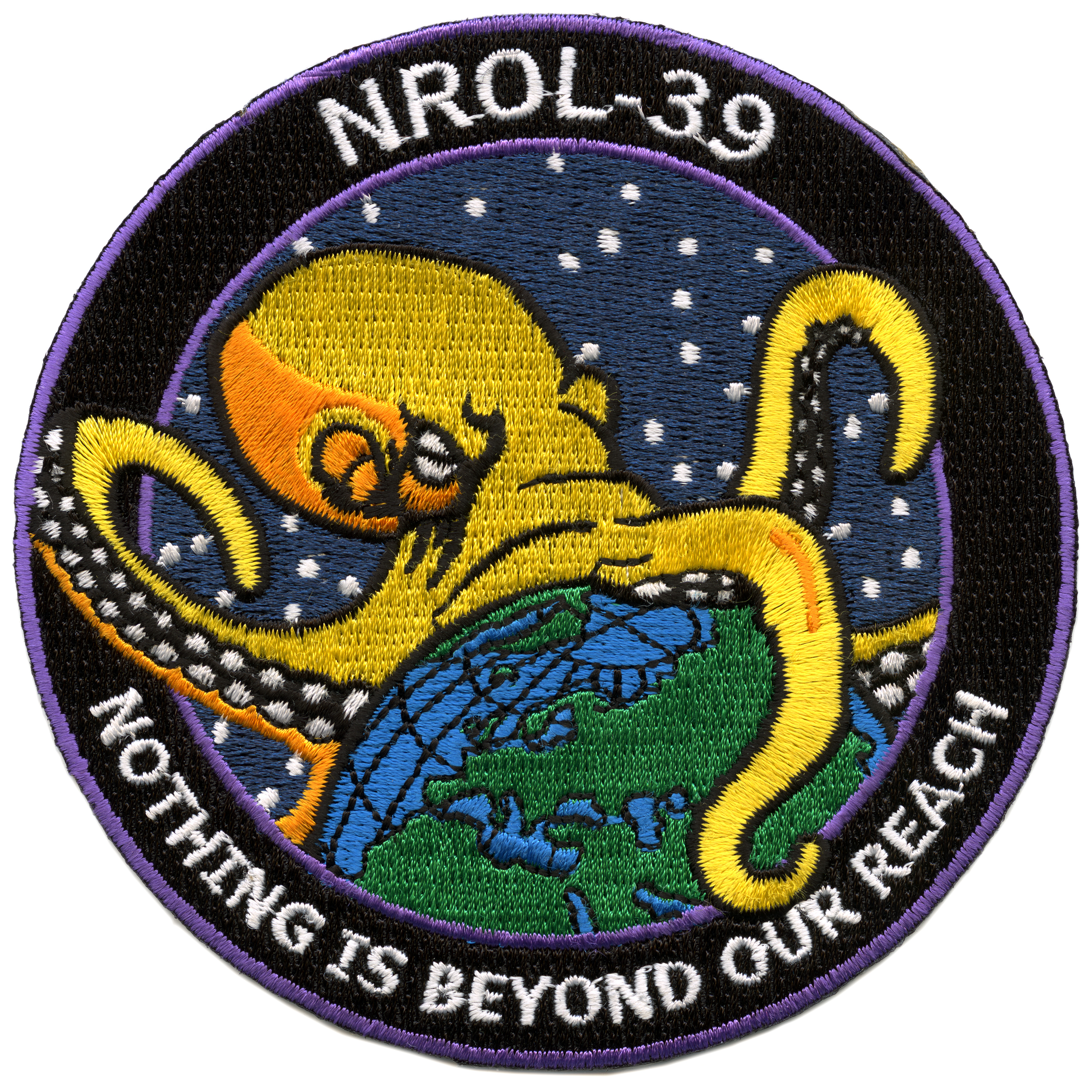
Logo des U.S.A. NROL-39

Datenkrake ist ein Schlagwort aus der politischen Diskussion um den Datenschutz. Mit dem Bild eines Kraken werden zahlreiche, weit reichende „Arme“ assoziiert. Das Schlagwort steht für Systeme und Organisationen, die personenbezogene Informationen in großem Stil auswerten oder sie an Dritte weitergeben und dabei Datenschutzbestimmungen oder Persönlichkeitsrechte verletzen.

## Beispiele
Als Datenkrake bezeichnete Organisationen können staatlicher, privatwirtschaftlicher oder anderer Art sein. Beispiele für Organisationen oder Produkte, die in den Medien Datenkrake genannt werden, sind Produkte des Unternehmens Google Inc., das soziale Netzwerk Facebook, der Versandhändler Amazon, die Gebühreneinzugszentrale oder die Schufa.

## Einsatz in Kampagnen

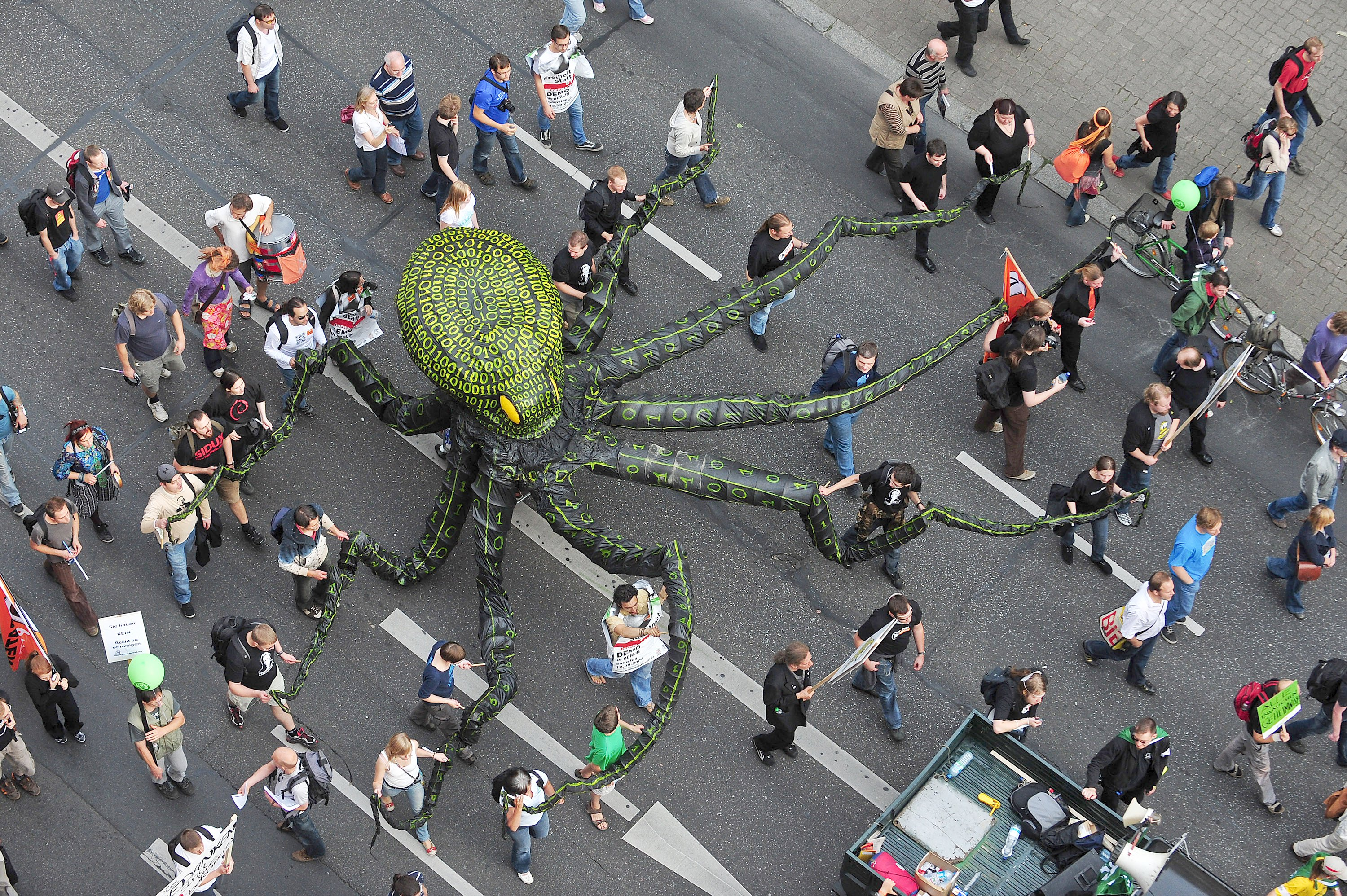
Datenkrake als Kunstaktion

Die plastische Darstellung eines Datenkraken ist ein Mittel zur Visualisierung des Themas auf Datenschutz-Demonstrationen und Protestaktionen gegen Überwachung, wie beispielsweise den Freiheit-statt-Angst-Aktionen.
Der Negativpreis der Big Brother Awards zeichnet jährlich Datenkraken aus. Verliehen wird er in Deutschland von digitalcourage (vormals Verein zur Förderung des öffentlichen bewegten und unbewegten Datenverkehrs, FoeBuD), außerhalb Deutschlands durch internationale Bürgerrechtsorganisationen wie die Electronic Frontier Foundation (EFF) und die Betreiberorganisation des Datenschutz-Portals Privacy.org. Im Rahmen der Bewerbung der Big Brother Awards 2001 ist der Begriff Datenkrake zum ersten Mal dokumentiert.

## Kritik
Gelegentlich wird die Kraken-Metapher als antisemitisches Klischee kritisiert. So warf der Antisemitismusforscher Götz Aly 2015 der Süddeutschen Zeitung vor,  mit einer Kraken-Karikatur Mark Zuckerbergs den Trend für antisemitische Häme gegen diesen gesetzt zu haben.